# Abadia d'Engelszell
L'abadia de Engelszell (alemany: Stift Engelszell) és un monestir trapenc, l'únic d'Àustria. Està localitzat prop de la població de Engelhartszell an der Donau a la regió d'Innviertel a l'Alta Àustria.

## Història

### Cistercencs

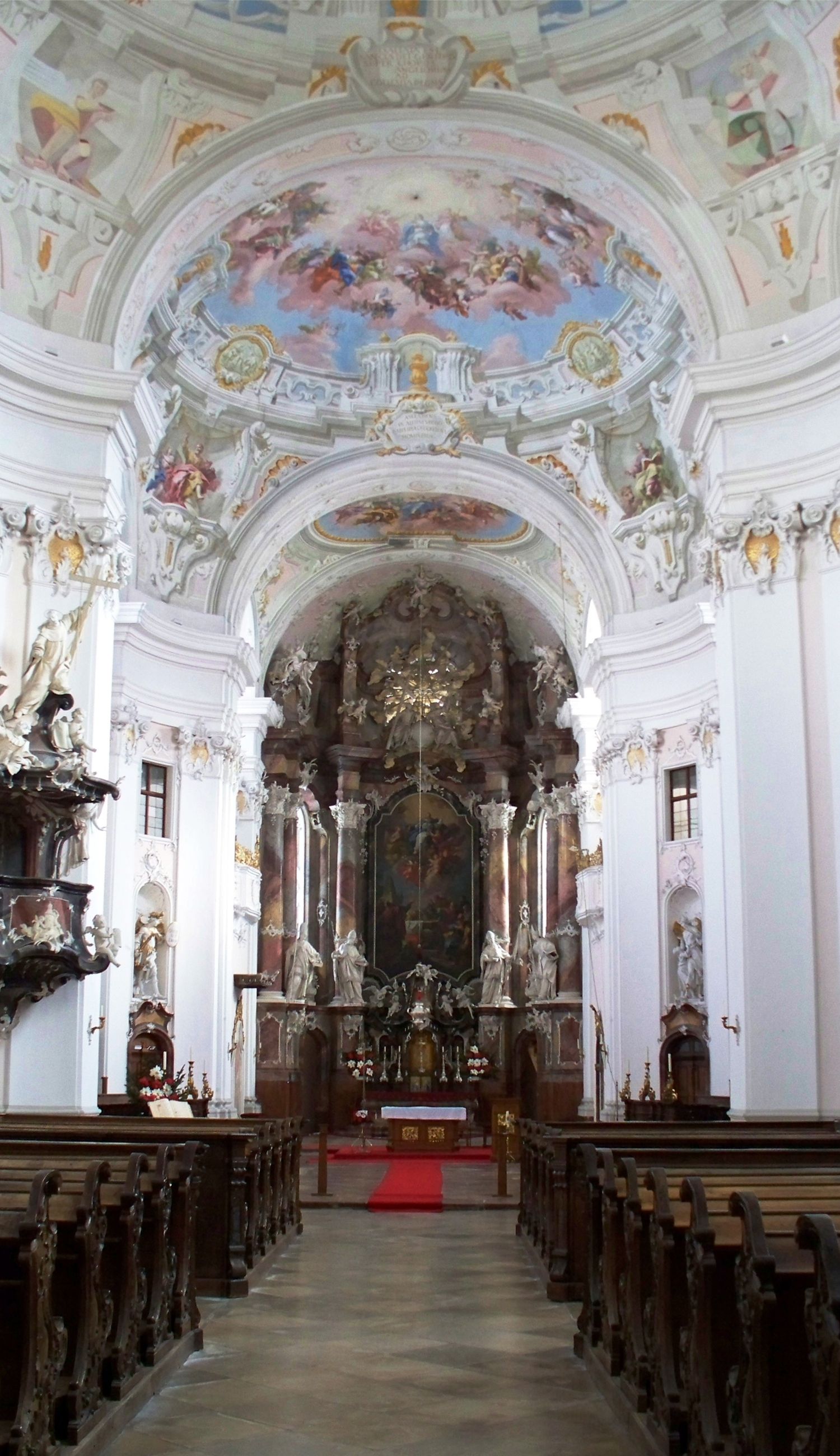
Interior de l'església de l'abadia

L'abadia va ser fundada l'any 1293 per Bernhard de Prambach, Bisbe de Passau, com un monestir cistercenc. Va ser establert l'any 1295 pels monjos de l'Abadia de Wilhering, la seva casa mare, que al seu torn depenia de l'Abadia de Morimond. Va sofrir un descens considerable, tant espiritual com a financer en el període de la Reforma Protestant, i per un temps va passar a mans privades. Des de 1618 a partir de la intervenció i el suport de l'abadia de Wilhering va ser gradualment restaurada.
En el diumenge de Pasqua de 1699, un desastrós incendi va sumir a l'abadia de nou en dificultats financeres i des de 1720 la seva gestió va estar en mans dels administradors. L'any 1746, Leopoldo Reichl, l'últim i més gran dels abats de Engelszell de la Comuna Observança, va ser nomenat, i aviat va refer les seves finances. Entre 1754 i 1764, Leopoldo va reconstruir l'església actual de l'abadia.
L'any 1786, Engelszell va ser dissolt per l'Emperador José II i els edificis van ser posteriorment posats a diversos usos seculars, incloent una fàbrica i una residència.

### Trapencs
L'any 1925, Engelszell va ser ocupat i refundada com un monestir trapenc pels monjos refugiats alemanys expulsats després de la I Guerra Mundial provinents de l'abadia d'Oelenberg a Alsàcia. Aquests monjos havien trobat refugi temporal a l'abadia de Banza, però estaven buscant una llar permanent. Inicialment es va establir com un priorat, l'any 1931, va ser elevat al rang d'abadia, i l'anterior prior, Gregorius Eisvogel, va ser nomenat abat per Johannes Maria Gföllner, Bisbe de Linz, en una cerimònia a Wilhering de l'Abadia.
El 2 de desembre de 1939, l'abadia va ser confiscada per la Gestapo i la comunitat, amb un total 73 monjos, va ser deshauciada. Cinc monjos van ser enviats al Camp de concentració de Dachau, dels quals quatre van morir, mentre que uns altres van ser empresonats en altres llocs o es van allistar en la Wehrmacht. Al final de la guerra l'any 1945, només al voltant d'un terç de l'anterior comunitat va tornar. La seva comunitat es va engrossir amb els monjos trapencs alemanys expulsats de l'abadia de Mariastern, de Banja Luka, Bòsnia, sota el seu abat Bonaventura Diamant.
Des de 1995, l'abat ha estat Marianus Hauseder. A data de 2012, el nombre de monjos en la comunitat era de set.

## Edificis
L'església de l'Abadia Engelszell, construïda entre 1754 i 1764, és una impressionant església en estil Rococó, amb una torre de 76 metres d'altura. L'interior conté notables obres d'art de Bartolomeo Altomonte, Joseph Deutschmann i la estuquista Johann Georg Üblhör. Després de sofrir danys estructurals l'any 1957, el sostre de la nau va ser repintar amb una obra contemporània de Fritz Fröhlich.

## Galeria

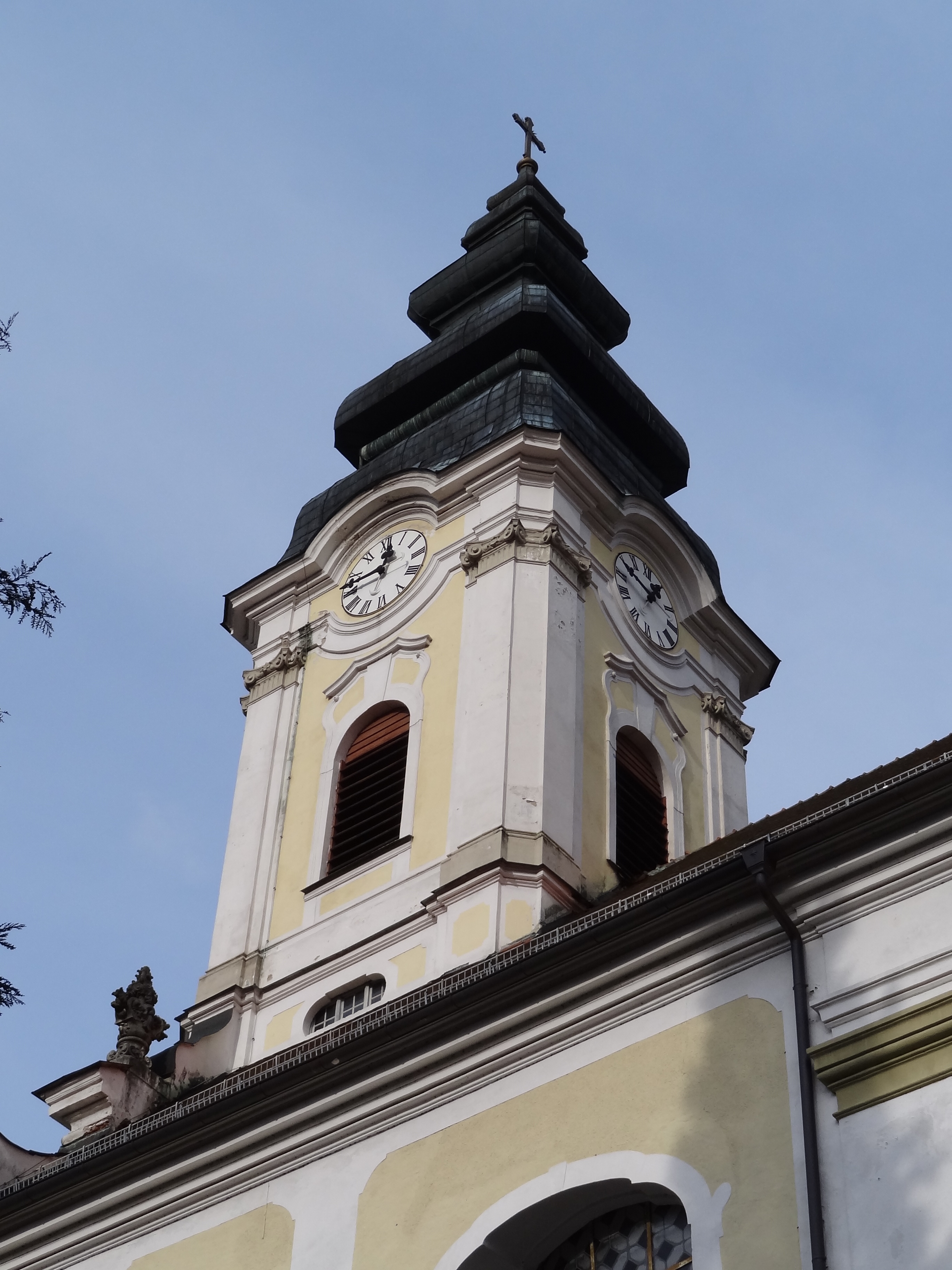
Campanar de l'església de l'abadia
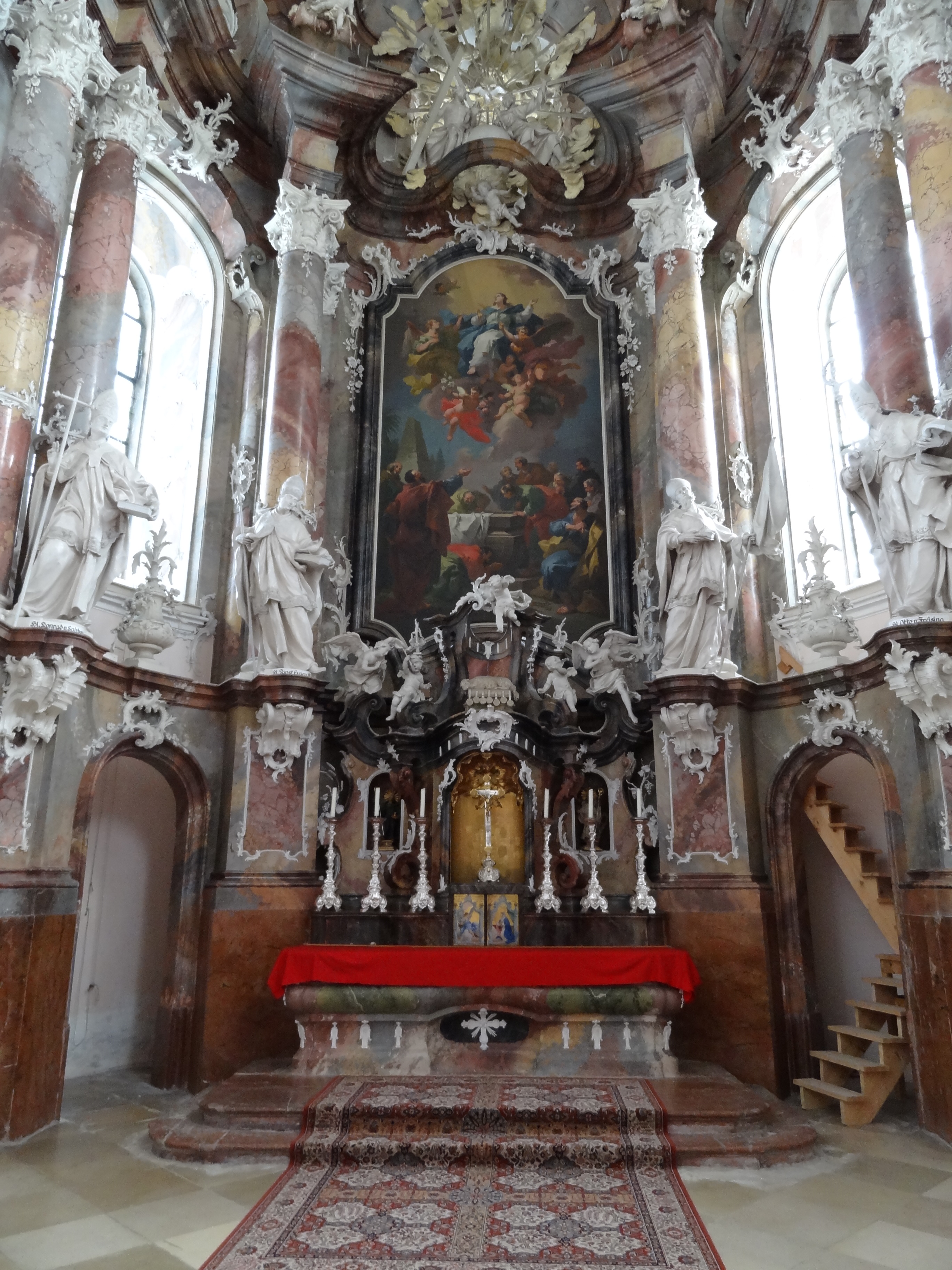
Altar de l'església de l'abadia
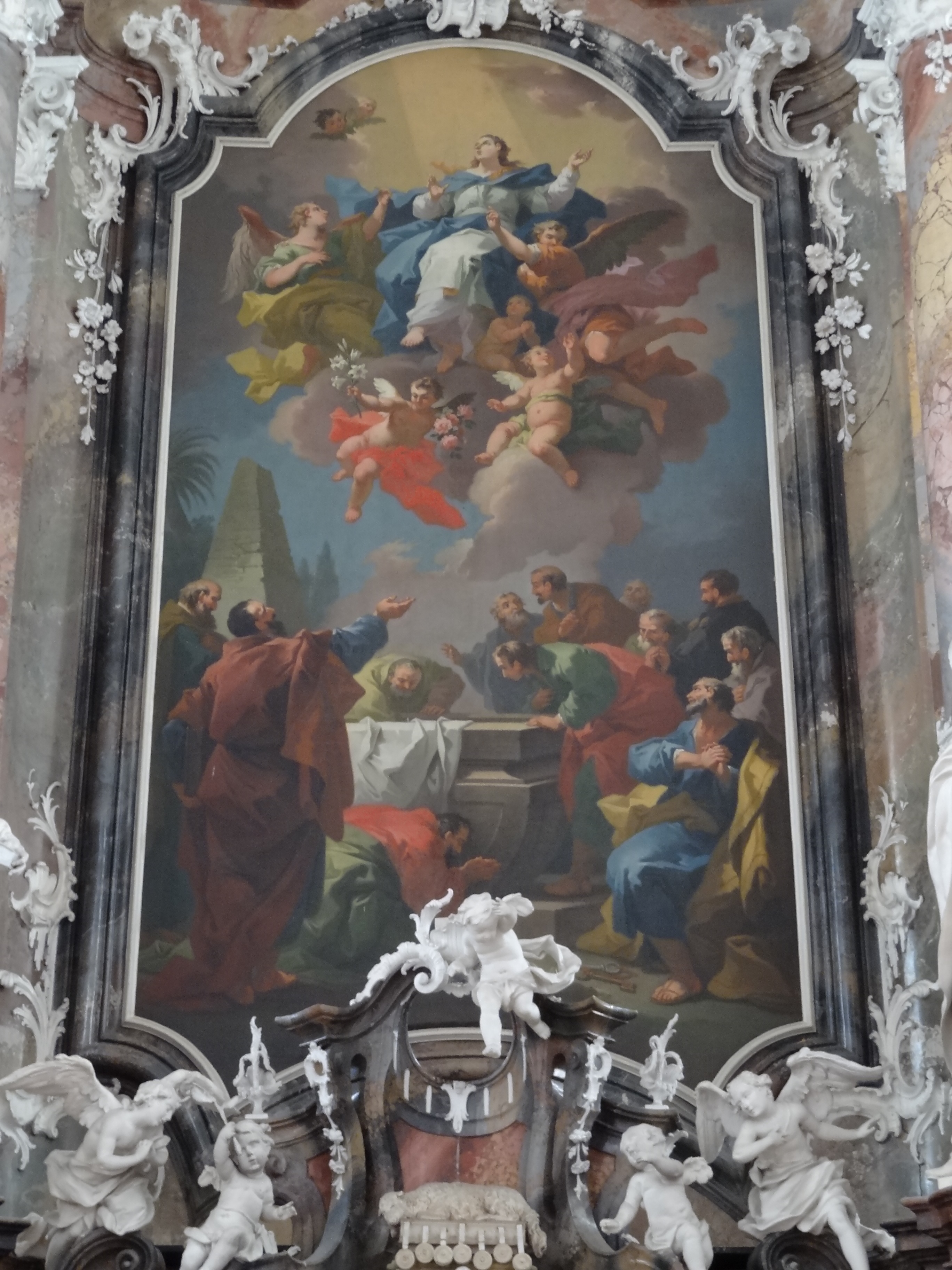
Retaule de l'altar major de l'església de l'abadia
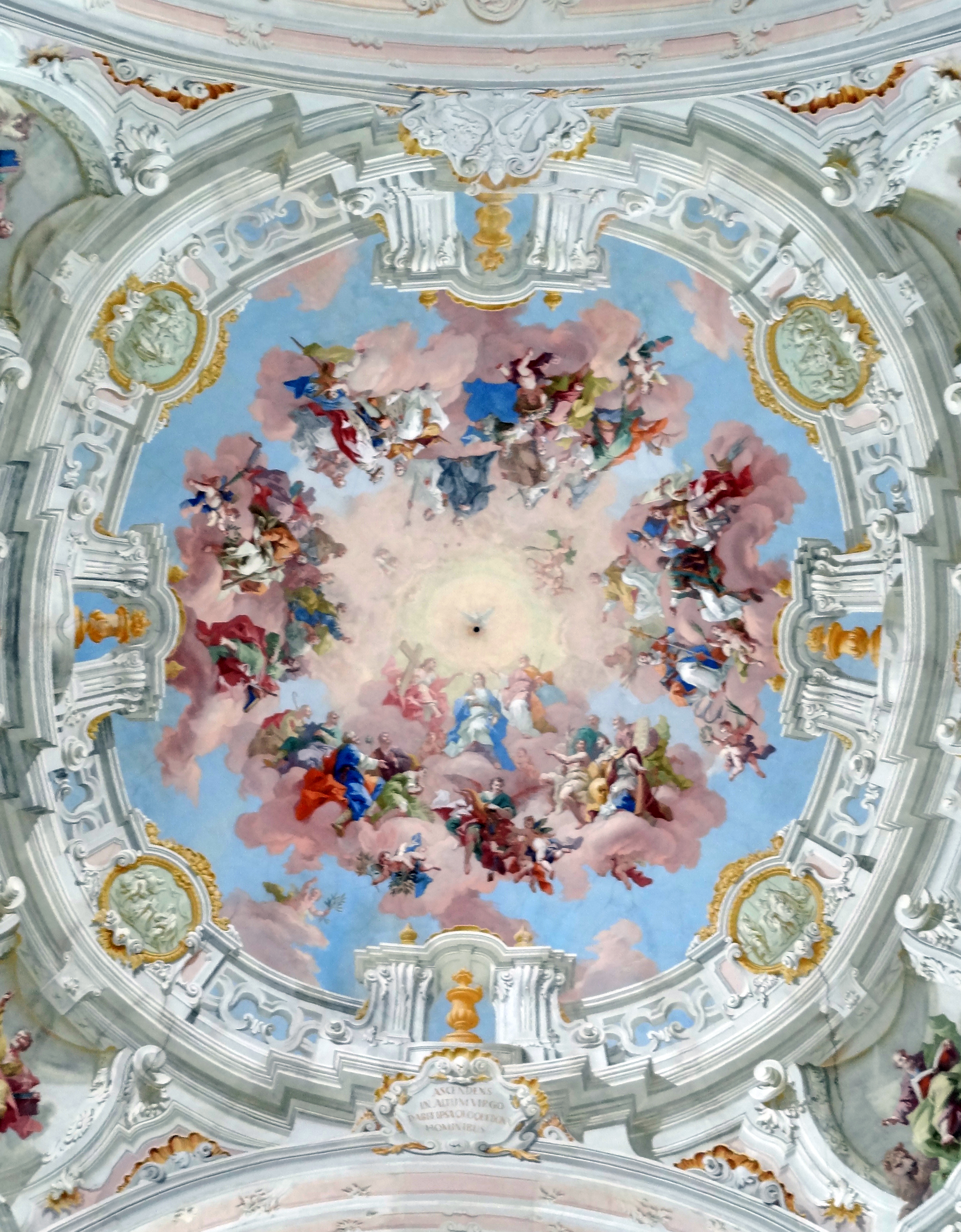
Frescs del sostre
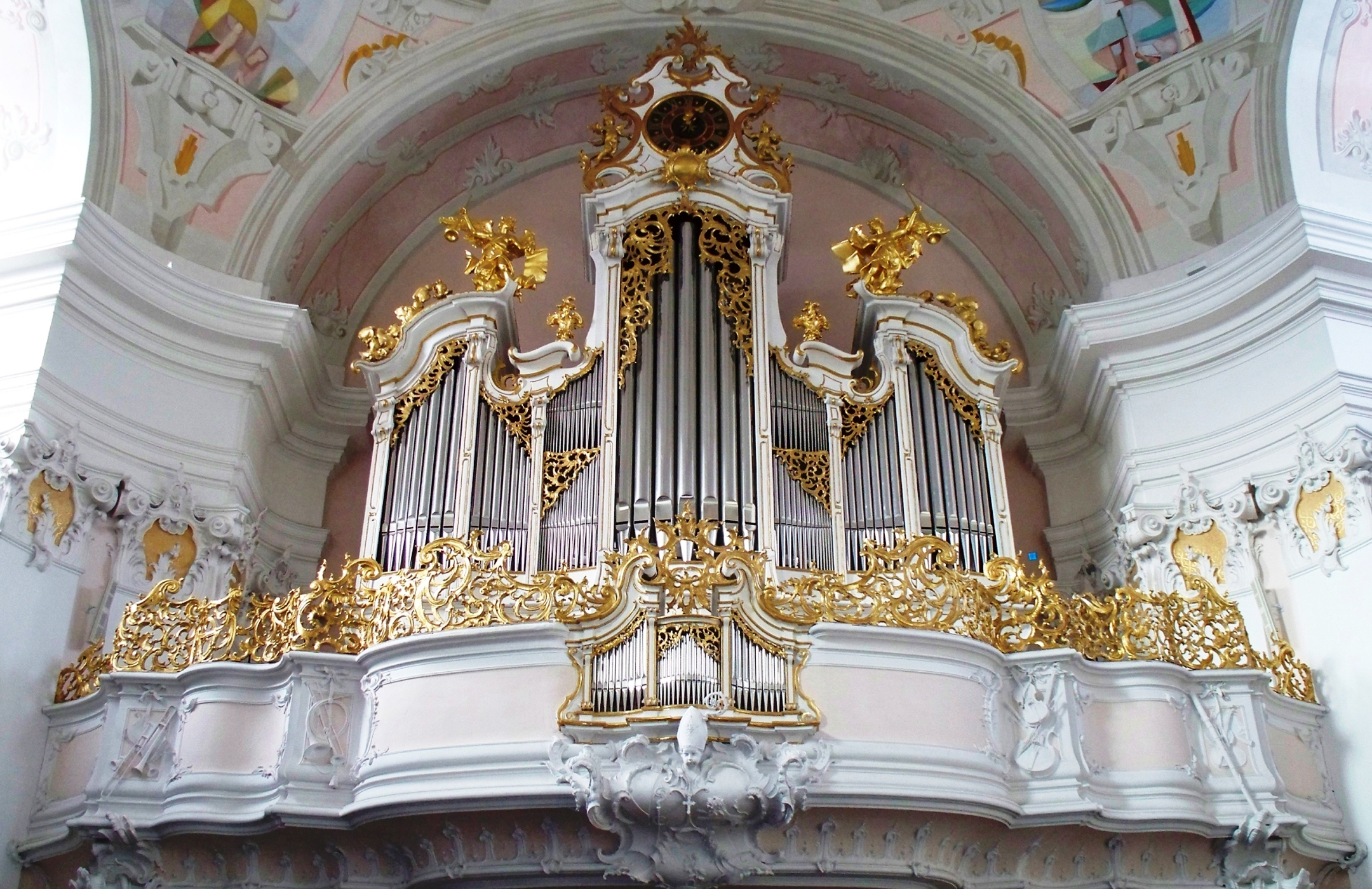
Òrgan
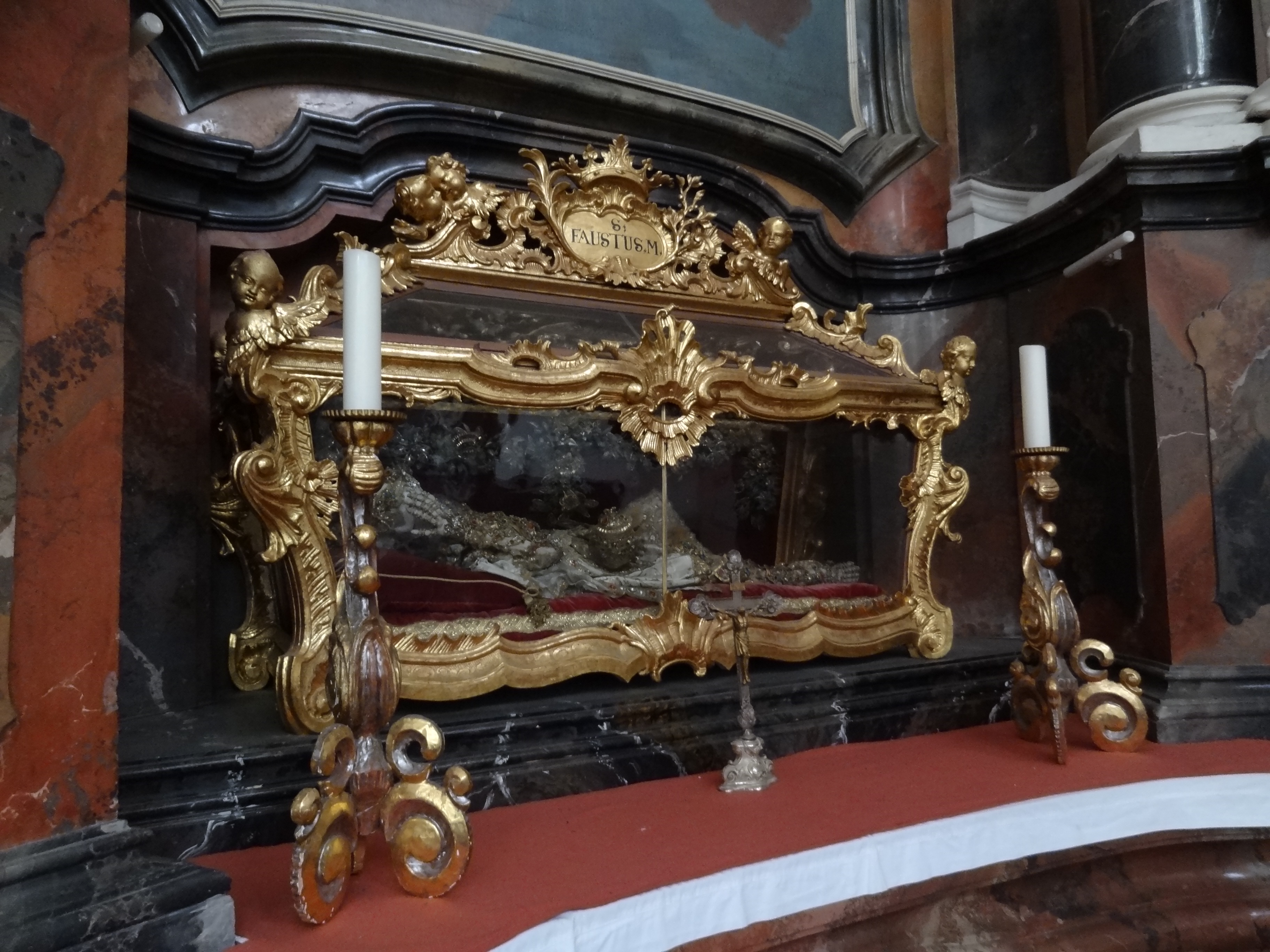
Relicari de Sant Faust
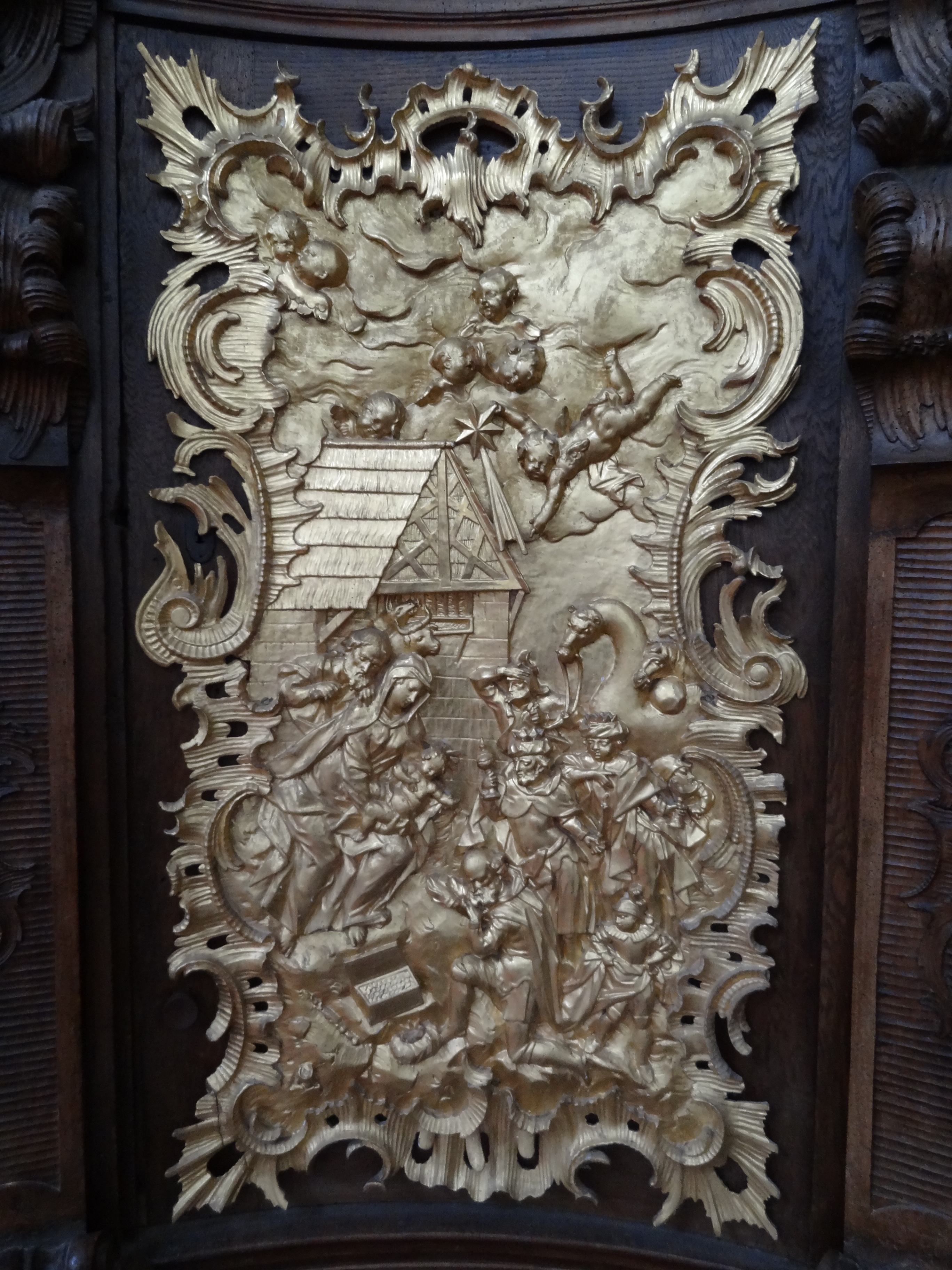
Relleu de bronze
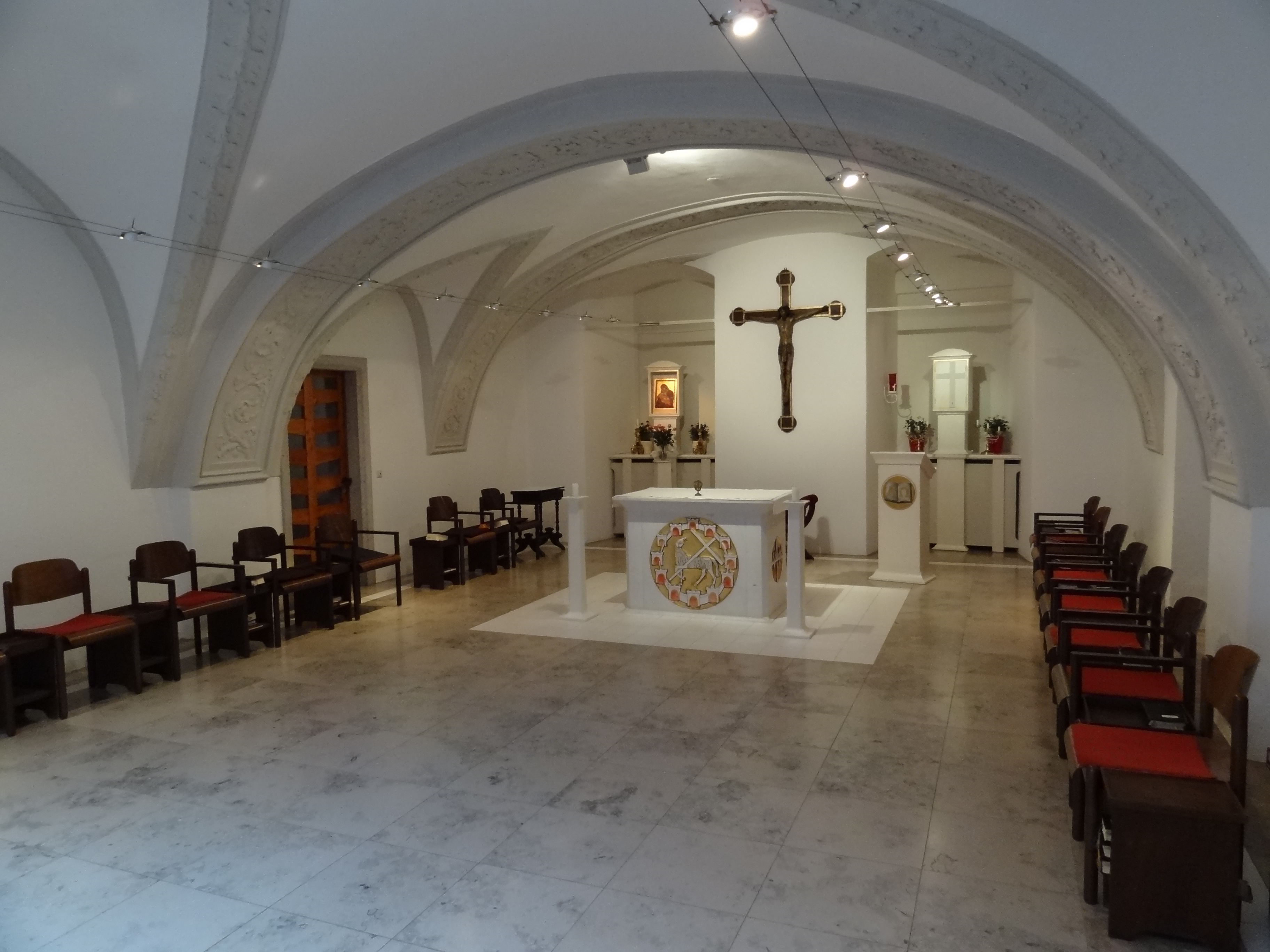
Capella del monestir
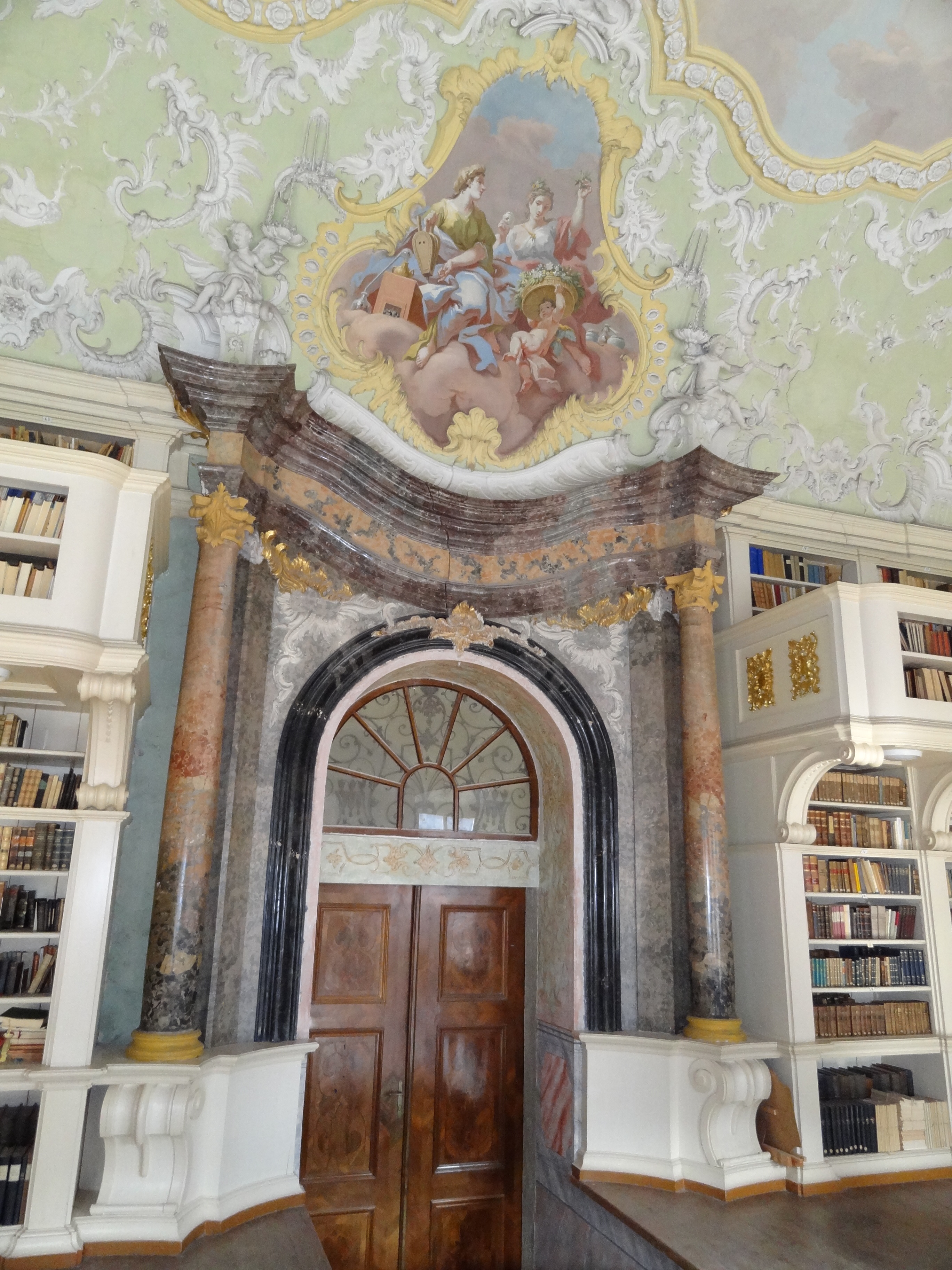
Biblioteca
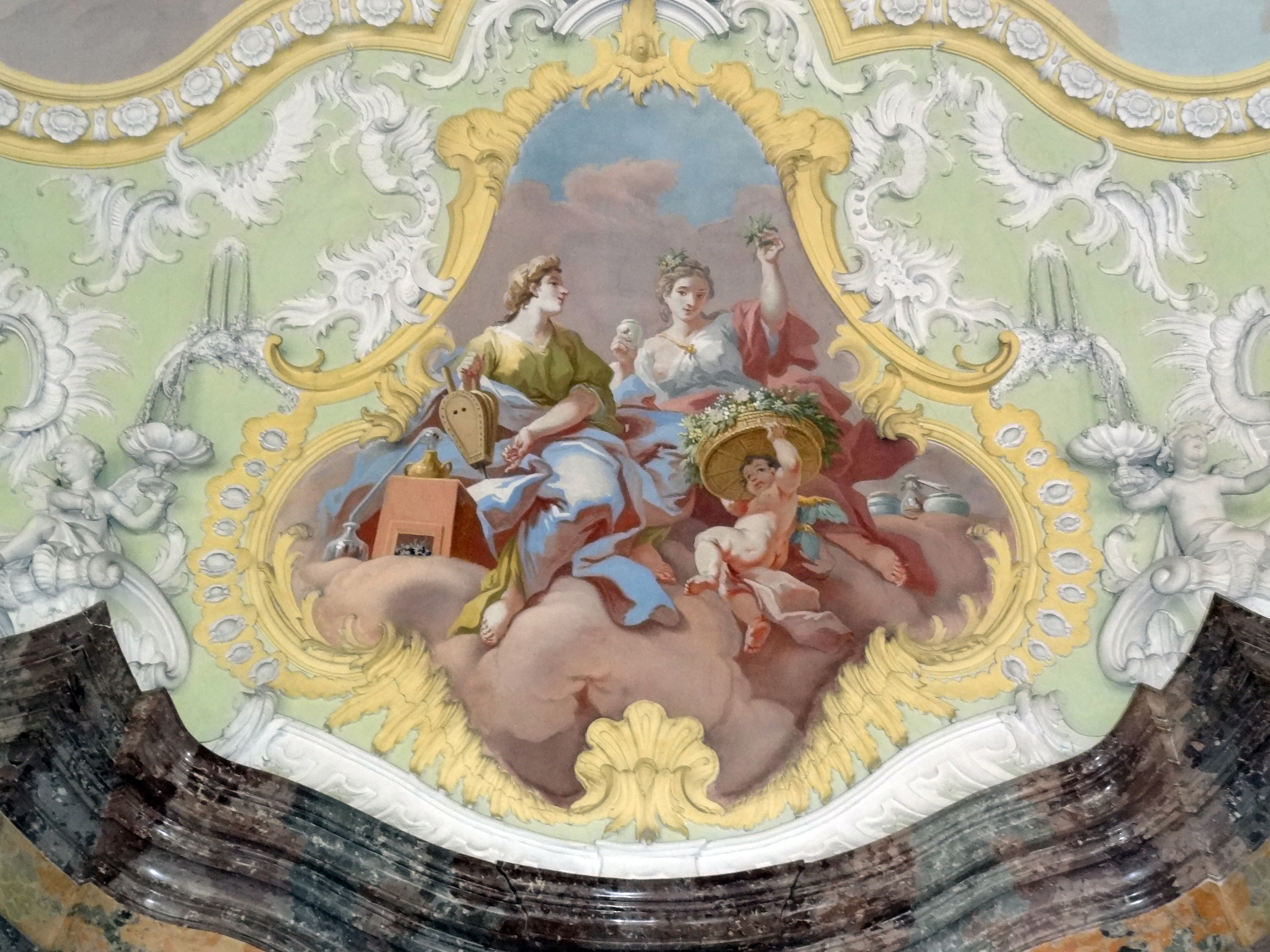
Frescs de la biblioteca

## Economia
El monestir se sustenta principalment dels seus productes agrícoles. És conegut pels seus licors i pel seu formatge, el Engelszeller Trappistenkäse.
Al maig del 2012, l'Associació Internacional Trapenca va aprovar Engelszell per ser el vuitè productor de Cervesa trapista amb el logo oficial, convertint-se en el segon fora de Bèlgica.

## Llista dels superiors
- Gregorius Eisvogel, 1925-31, prior; 1931-50, abat
- Basile Sartorio, 1950-51, interí superior
- Bonaventura Diamant, 1951-52, superior ad nutum
- Benno Stumpf, 1952-53, superior ad nutum; 1953-66, abat
- Willibald Knoll, 1966-83, abat
- Klaus Jansen, 1982-83, administrador apostòlic; 1983-89, abat
- Nivard Volkmer, 1989-91, superior ad nutum
- Marianus Hauseder, 1991-95, superior ad nutum; a partir de 1995, abat

## Per a més informació
- Engelszell Abadia (ed. i publ.), 1932: Abtei Engelszell an der Donau. Passau: Gogeißl. (En alemany)
- Natschläger, Walter, 2006: Übersichtliche Geschichte des Cistercienserstiftes Engelszell. Engelhartszell. (En alemany)
- Reisacher, Mathias, 1840: Topographie des Erzherzogthums Oesterreich, oder Darstellung der Entstehung der Städte, i mercados, Dörfer. Das Decanat San Johann im Mühl-Kreis, sammt den Stiften Wilhering und Engelszell en dem Decanate Peyerbach. Viena: Wimmer. (En alemany)